# Heinz Grunwald
Heinz Grunwald (* 26. Juli 1950 in München) ist ein deutscher Verwaltungsjurist und ehemaliger Regierungspräsident von Niederbayern.

## Leben
Heinz Grunwald wuchs in München auf und besuchte dort das Ludwigsgymnasium, bevor er von 1970 bis 1975 an der Ludwig-Maximilians-Universität Rechtswissenschaften und Volkswirtschaftslehre studierte, im Anschluss folgte ein dreijähriges Referendariat am Oberlandesgericht München.
1978 begann er als Referent für Beamten- und Disziplinarrecht bei verschiedenen bayerischen Behörden und war in den Abteilungen „Verfassung und Staatsverwaltung“ sowie „Wohnungswesen“ tätig. 1983 ging er zum Landratsamt Starnberg in den Bereich öffentliche Sicherheit und Kommunalrecht, 1987 zur Kommunalaufsicht der Regierung von Oberbayern und 1991 ans bayerische Staatsministerium des Innern. 1993 wurde er dort Leiter des Sachgebiets „Ausländer- und Asylrecht“, 1997 Projektmanager im Auftrag der EU für Rückkehrförderung in Bosnien. 1998 erfolgte erneut eine Versetzung ins Innenministerium des Freistaats als Sachgebietsleiter für Reden und politische Grundsatzfragen, innere Sicherheit und Zuwanderung und 1998 in die bayerische Staatskanzlei als Referatsleiter für den Geschäftsbereich des Innenministeriums.
2001 wurde Grunwald Regierungsvizepräsident bei der Regierung von Mittelfranken, im Mai 2007 schließlich Regierungspräsident in Niederbayern. Mit Ablauf des 30. November 2016 trat er in den Ruhestand, nachdem seine Amtszeit unter anderem wegen des Zustroms an Asylbewerbern 2015 um ein Jahr verlängert worden war.
Er ist verheiratet und hat zwei Kinder.

## Ehrungen
2014 wurde Grunwald zum Ehrensenator der Hochschule für angewandte Wissenschaften Landshut ernannt.